# Culturologia
Culturologia ou ciência da cultura é um ramo das ciências sociais que se preocupa com a compreensão, descrição, análise e previsão científica das culturas como um todo. Enquanto diferentes práticas culturais foram estudadas pela etnologia e antropologia, esses estudos incluíram diversos aspectos : sociológicos, psicológicos, etc, e a necessidade foi reconhecida em uma disciplina focada exclusivamente em aspectos culturais.

## Na Rússia
A noção de culturologia (em russo:  культурология), como um ramo interdisciplinar das ciências humanas, pode ser rastreado na União Soviética até o final dos anos 1960 e associado ao trabalho de Mikhail Bakhtin, Aleksei Losev, Sergey Averintsev, Georgy Gachev, Yuri Lotman, Vyacheslav Ivanov, Vladimir Toporov, Edward Markarian, e outros. Esse tipo de pesquisa desafiava a abordagem sociopolítica marxista da cultura.
Entre 1980 e 1990, a cultura recebeu reconhecimento oficial na Rússia e foi legalizada como uma forma de ciência e objeto de estudo para instituições de ensino superior. Após a dissolução da União Soviética, ela foi introduzida na lista de especialidades da Comissão de Atestado Superior, para as quais podem ser concedidos diplomas científicos na Rússia e agora é objeto de estudo durante o primeiro ano em instituições de ensino superior e escolas secundárias. .  Definido como o estudo das culturas humanas, seus sistemas integrais e sua influência no comportamento humano, pode ser formalmente comparado à disciplina ocidental de estudos culturais, embora tenha várias distinções importantes.
Nas últimas décadas, as seguintes escolas culturais básicas foram formadas:
- filosofia da cultura (A. Arnold, G. V. Drach, N. S.  Zlobin, M. S. Kagan, V. M. Mezhuyev, Y. N. Solonin, M. B. Turov e outros)
- teoria da cultura (B. S. Yerasov, A. S .Karmin, V. A. Lukov, A. A. Pelipenko, E. V Sokolov, A. Ya.  Fliyer e outros),
- história cultural (S. N. Ikonnikova, I. V. Kondakov, E. A. Shulepova, I. G. Yakovenko e outros),
- sociologia da cultura (I. Akhiezer, L. G. Ionin, L. N. Kogan, A. I. Shendrik e outros),
- antropologia cultural (R. A. Belik, Vós.  A. Orlova, A. S. Orlov-Kretschmer, Yu.  M.. Reznik e outros),
- aplicado dos estudos culturais (O. Astaf'eva, I. M. Bykhovskaya e outros),
- estudos culturais e de Arte (K. E. Razlogov, N. A. Hrenov e outros),
- a semiótica da cultura (Juri Lotman, V.<span typeof="mw:Entity" id="mwbQ">&nbsp;</span>N.<span typeof="mw:Entity" id="mwbg">&nbsp;</span>Toporov, V.<span typeof="mw:Entity" id="mwcA">&nbsp;</span>V.<span typeof="mw:Entity" id="mwcQ">&nbsp;</span>Ivanov, E. M. Meletinsky e outros),
- educação cultural (G. I. Zvereva, A. I. Lopes, T. F. Kuznetsova, L. M. Mosolova e outros).  [citação necessários]

Desde 1992, a pesquisa foi iniciada pelo Instituto Russo de Pesquisa Cultural. Hoje, na linha do escritório central localizado em Moscou, foram abertas três filiais da RIC - Siberian (inaugurada em 1993 em Omsk), Departamento de São Petersburgo (inaugurado em 1997) e Filial do Sul (inaugurado em 2012 em Krasnodar) .

### Estudos de cultura na Universidade de Moscou Lomonosov
Em 1990, na faculdade de filosofia, foi criada uma cadeira de história e teoria da cultura mundial. Muitos estudiosos soviéticos e russos importantes, como VV Ivanov, SS Averintsev, AY Gurevich, ML Gasparov, GS Knabe, EM Miletinskiy, VN Romanov, TV Vasilyeva, NV Braginskaya, VV Bibikhin, Alexander Dobrokhotov, trabalharam lá.
Yuri Rozhdestvensky fundou uma escola de Culturologia no Departamento de Estudos da Linguagem da Universidade Lomonosov de Moscou . A abordagem de Rozhdestvensky para o desenvolvimento da cultura (acumulação e influência mútua de camadas) pode ser comparada à abordagem usada na ecologia da mídia .  

## Outros usos
Nas ciências sociais contemporâneas anglófonas, a palavra culturologia foi cunhada pela antropóloga americana Leslie White, que a definiu como um campo dedicado ao estudo da cultura e dos sistemas culturais. White percebe que a culturologia era anteriormente conhecida como "ciência da cultura", conforme definida pelo antropólogo inglês Edward Burnett Tylor em seu livro 1872 Primitive Culture. White também observa que ele introduziu esse termo em 1939 e, pela primeira vez, o termo apareceu nos dicionários ingleses em 1954. Ele também observa que o termo alemão correspondente Kulturwissenschaft foi introduzido por Wilhelm Ostwald em 1909.
Seguindo White, o filósofo da ciência Mario Bunge definiu a cultura como o estudo sociológico, econômico, político e histórico de sistemas culturais concretos. Diz-se que a "culturologia sincrônica" coincide com a antropologia, sociologia, economia e ideologia política das culturas. Por outro lado, a "cultura diacrônica" é um componente da história. Segundo Bunge, a "culturologia científica" também difere dos estudos culturais tradicionais, já que estes geralmente são obra de críticos literários idealistas ou pseudo-filósofos ignorantes do método científico e incompetentes no estudo de fatos sociais e sistemas sociais concretos.
A abordagem sistêmica e materialista da Bunge para o estudo da cultura deu origem a uma variedade de novos campos de pesquisa nas ciências sociais. Fabrice Rivault, por exemplo, foi o primeiro estudioso a formalizar e propor a cultura política internacional como um subcampo das relações internacionais, a fim de entender o sistema cultural global, bem como seus numerosos subsistemas, e explicar como as variáveis culturais interagem com a política e a economia. impactar os assuntos mundiais. Essa abordagem científica difere radicalmente do culturalismo, construtivismo e pós-modernismo cultural, porque se baseia na lógica, empirismo, sistemaismo e materialismo emergente. A cultura política internacional está sendo estudada por estudiosos de todo o mundo.